# Москаленко, Екатерина Петровна
Екатерина Петровна Москаленко (1929—2013) — советский и российский учёный-микробиолог и общественный деятель, доктор медицинских наук (1969), профессор (1970). Заслуженный деятель науки Российской Федерации (1997). Депутат Верховного Совета СССР 8-го и 9-го созывов.

## Биография
Родилась 7 декабря 1929 года в  Ростове-на-Дону в рабочей семье. В 1944 году окончила семь классов Ростовской средней школы.
В 1944 году поступила в Ростовскую фельдшерско-акушерскую школу, одновременно с учёбой работала. В 1947 году окончила школу с отличием. В 1953 году окончила с отличием санитарно-гигиенический факультет Ростовского медицинского института. С 1953 по 1956 год училась в аспирантуре на кафедре микробиологии.  В 1956 году досрочно защищает кандидатскую диссертацию на тему: «Методы противококлюшной иммунизации» и в 1969 году —  докторскую диссертацию на тему: «Материалы к изучению растворимых антигенов коклюшных бактерий».
С 1956 года работала — заведующим бактериологической лабораторией, ассистентом, доцентом, в 1970 году Е. П. Москаленко было присвоено звание профессора. С 1972 года организовала и возглавила кафедру  микробиологии, вирусологии и иммунологии санитарно-гигиенического факультета РГМИ. С 1969 по 1972 и с 1985 по 1991 годы была деканом санитарно-гигиенического факультета, с 1972 по 1979 годы — проректор по научной работе и с 1991 по 2005 годы — проректор по учебной работе  РГМУ.
Е. П. Москаленко — видный ученый, добившийся со своими сотрудниками значительных успехов в разработке бесклеточной коклюшной вакцины, методов диагностики инфекционных и онкологических заболеваний. Широкую известность получили исследования Е. П. Москаленко по изучению механизмов формирования противококлюшного иммунитета, показавшие значение в его генезе общих антигенных детерминант возбудителя коклюша и лимфоцитов, а также иммуномодулирующих эффектов коклюшных антигенов и противококлюшных антител. 
Е. П. Москаленко имея большой опыт в подготовке научно-педагогических кадров, создала свою научную школу микробиологов и иммунологов: ею подготовлено 29 кандидатов и 3 доктора наук.  Она внесла существенный вклад в развитие отечественной микробиологической науки, являясь автором более 400 научных статей и учебных пособий, 52 изобретений и 11 патентов, редактором 16 сборников научных работ по иммунологии.
Помимо основной деятельности с 1970 по 1979 годы, в течение двух созывов Е. П. Москаленко избиралась депутатом Верховного Совета СССР. Е. П. Москаленко будучи членом парламентской группы Верховного Совета СССР, представляла нашу страну в составе парламентских делегаций в Канаде, Камеруне, Индии, Швейцарии, Бельгии и на Кипре, участвовала в заседании IX Ассамблеи за Европейскую безопасность ОБСЕ. От имени Комитета советских женщин Е. П. Москаленко выступала на международной сессии женщин мира в Финляндии. Будучи депутатом Верховного Совета СССР, внесла существенный вклад в строительство учебного и клинического корпусов Ростовского медицинского института, музыкального театра и очистных сооружений города Ростов-на-Дону. Была организатором выставки медицинской аппаратуры стран СЭВ в городе Ростов-на-Дону, это позволило оснастить многие учреждения города новейшей медицинской аппаратурой.
Е. П. Москаленко была организатором и руководителем проблемной комиссии по иммунологии медицинского отделения Северо-Кавказского научного центра высшей школы, членом проблемной комиссии по инфекционной иммунологии АМН СССР и РАМН, членом НИЦЭМ МЗ РФ, членом Правления Всесоюзного общества микробиологов, членом правления Ростовского отделения общества микробиологов РАН, членом центральной методической комиссии по микробиологии МЗ РФ.

## Награды
- Орден Трудового Красного Знамени (2007)
- Орден Знак Почёта
- Медаль «Ветеран труда»

### Звания
- Заслуженный деятель науки Российской Федерации (1997)